# Team K 5th Stage“引体后翻”
《Team K 5th Stage「引体后翻」》（逆上がり）是日本女子偶像團體AKB48下屬分隊Team K的第5個公演曲目。

## 概要
AKB48 Team K的第5台公演，导入了公演开始前成员们演出短剧的制度。

## 公演内容

### 曲目
1. 《overture》
（作曲、编曲：尾澤拓实（日语：尾澤拓実）　歌：TAZ）

基本上所有AKB48公演都有使用。
2. 《掌》
（作词：秋元康　作曲：青木真一（日语：青木真一）　编曲：伊藤心太郎）
3. 《引体后空翻》（逆上がり）
（作词：秋元康　作曲：吉田将樹　编曲：野中MASA雄一（日语：野中"まさ"雄一））
4. 《否定的安魂曲》（否定のレクイエム）
（作词：秋元康　作曲：RYO　编曲：Funta7（日语：Funta））
5. 《那汗水不会说谎》（その汗は嘘をつかない）
（作词：秋元康　作曲：小網準　编曲：関淳二郎）
6. 《曲终人尽》（エンドロール）
（作词：秋元康　作曲：鮫島巧（日语：鮫島巧）　编曲：百石元）
7. 《任性的流星》（わがままな流れ星）
（作词：秋元康　作曲：坂下正俊（日语：坂下正俊）　编曲：市川裕一）
8. 《爱之色》（愛の色）
（作词：秋元康　作曲：岡田実音　编曲：影家淳）
9. 《如能被你紧拥》（抱きしめられたら）
（作词：秋元康　作曲：近藤薰　编曲：近藤薰、富岡）
10. 《虫之叙事诗》（虫のバラード）
（作词：秋元康　作曲：多胡邦夫（日语：多胡邦夫）　编曲：野中MASA雄一）
11. 《伪装着 隐瞒着》（フリしてマネして）
（作词：秋元康　作曲：宮島律子　编曲：武藤星児)
12. 《渡海吧！》（海を渡れ!）
（作词：秋元康　作曲：松田信男　编曲：高島智明）
13. 《街角的Party》（街角のパーティー）
（作词：秋元康　作曲：成瀬英樹　编曲：影家淳）
14. 《歌迷信》（ファンレター）
（作词：秋元康　作曲：BOUNCEBACK（日语：BOUNCEBACK）　编曲：野中MASA雄一）

安可曲
1. 《没义气》（不義理）
（作词：秋元康　作曲：沼宮内真　编曲：勝又隆一）
2. 《半调子帅哥》（ハンパなイケメン）
（作词：秋元康　作曲：MASAHIKO　编曲：武藤星児）
3. 《To be continued.》
（作词：秋元康　作曲、编曲：井上义正（日语：井上ヨシマサ））

### 演出
- 由每日更替的短剧开场。短剧最后全体朗诵中原中也的诗歌。
- 「引體後空翻」宮澤佐江於前奏時的口白每日变换。[1]
- 「任性的流星」结束后的口白每日变换。
- 「蟲之叙事詩」為獨唱曲,但一開始是五人曲,後來才決定為獨唱曲。
- 「渡海吧!」中有使用小旗子。
- 「街角的Party」结束时有发射响炮。

## AKB48 Team K 5th Stage「引体后翻」公演
- 公演期間：2009年4月11日 - 2010年2月21日
- 出演成员
  - 秋元才加、梅田彩佳、大岛优子、大堀惠、奥真奈美、小野惠令奈、河西智美、倉持明日香、小林香菜、佐藤夏希、近野莉菜、野呂佳代、增田有華、松原夏海、宫泽佐江、支援成员

※由于从初日开始成瀨理沙便处于长期休养中（随后毕业），以15人体制实施了公演。

- 分组曲担当
  - 曲终人尽（梅田、大岛、松原、野呂）
  - 任性的流星（小野、小林）
  - 爱之色（大堀、奥、近野、増田、宫泽、（研究生））

研究生席位主要由石田晴香担任
  - 如能被你紧拥（倉持、河西、佐藤）
  - 虫之叙事诗（秋元）

## SKE48 Team E 2nd Stage「引体后翻」公演
- 公演期間：2012年5月14日 [2]- 2013年7月11日[3] 共计84次
- 出演成员
磯原杏華、内山命、上野圭澄、梅本圆（梅本まどか）、金子栞、木本花音、小林亞實、斉藤真木子、酒井萌衣、柴田阿弥、高木由麻奈、竹内舞、都築里佳、原望奈美、古畑奈和、山下由佳里（山下ゆかり）
※由于中村優花、間野春香和山田惠里伽的毕业，以13人体制实施了公演。
※8月29日起斉藤真木子、内山命和古畑奈和從研究生升格，以16人体制实施了公演。
※上野和原在2013年4月16日最后出演此公演、并于同年5月6日毕业。

- 分组曲担当
  - 曲终人尽（磯原、梅本、原、斉藤）
  - 任性的流星（木本、柴田）
  - 爱之色（上野、酒井、竹内、都築、内山、古畑）
  - 如能被你紧拥（金子、小林、高木）
  - 虫之叙事诗（山下）

## NMB48 Team BII 3rd Stage「引体后翻」公演
- 公演期間：2014年4月22日 -
- 出演成员
井尻晏菜、磯佳奈江、市川美織、植田碧麗、梅田彩佳、大段舞依、門脇佳奈子、上枝惠美加、川上千尋、木下春奈、日下木之实（日下このみ）、黒川葉月、澀谷凪咲、高柳明音、照井穂乃佳、内木志、林萌萌香、松岡知穂、薮下柊、渡辺美優紀
※磯佳奈江自2014年5月16日的公演开始参加演出。
※大段、照井、松岡在2015年2月4日自研究生昇格至Team BII。
※照井自3月2日的公演、大段与松岡自4月16日的公演开始参加演出。
※高柳在2015年5月22日的送别公演后解除兼任。
※照井在2015年6月30日举行毕业公演。
※門脇在2016年2月29日举行毕业公演。
※梅田在2016年3月20日举行毕业公演并于3月31日毕业。
※渡辺美優紀在2016年8月9日举行毕业公演。
- 分组曲担当
  - 曲终人尽（梅田、高柳、木下春、日下）
  - 任性的流星（薮下、市川美）
  - 愛之色（井尻、植田、門脇、川上千、内木、林）
  - 如能被你紧拥（渡辺美、上枝、黒川）
  - 虫之叙事诗（澀谷）

## SNH48 Team NII 2nd Stage「逆流而上」公演
- 公演期間：2014年4月25日[4] - 2014年10月4日
- 出演成员（初日成员）
陳佳瑩、董艷芸、龔詩淇、何曉玉、黃婷婷、鞠婧禕、李藝彤、林思意、陸婷、羅蘭、孟玥、唐安琪、萬麗娜、徐言雨、易嘉愛、曾艷芬、趙粵
- 分组曲担当（初日成员）
  - 曲终人散（龔詩淇、董艷芸、徐言雨、趙粵）
  - 任性的流星（羅蘭、萬麗娜）
  - 愛的顏色（何曉玉、黃婷婷、林思意、唐安琪、易嘉愛、曾艷芬）
  - 如果你拥抱我（陳佳瑩、陸婷、孟玥）
  - 虫之诗（鞠婧禕）

## SNH48 Team X 2nd Stage「逆流而上」公演
- 公演期間：2015年11月6日[5] - 2016年6月10日
- 出演成員
陈琳、冯晓菲、李晶、李钊、邵雪聪、宋昕冉、孙歆文、汪佳翎、汪束、王晓佳、谢天依、杨冰怡、闫明筠、杨韫玉、张丹三、張韵雯
- 分組曲擔當
  - 曲終人散（邵雪聰、馮曉菲、楊冰怡、閆明筠）
  - 任性的流星（李釗、楊韞玉）
  - 愛的顏色（謝天依、汪佳翎、李晶、汪束、張韵雯、王曉佳）
  - 如果你擁抱我（陳琳、宋昕冉、孫歆文）
  - 蟲之詩（張丹三）

## NGT48 Team G 1st Stage「引體後翻」公演
- 公演期間：2018年7月1日[6] -
- 出演成員（初日成員）
小熊倫實、角尤利婭、日下部愛菜、菅原里子、中井莉加、中村步加、奈良未遙、長谷川玲奈、本間日陽、村雲颯香、山口真帆、支援成員[7]
- 分組曲擔當
  - 曲終人盡（小熊、日下部、長谷川、清司）
  - 任性的流星（菅原、奈良）
  - 愛之色（角、中村、村雲、太野）
  - 如能被你緊擁（中井、山口、西村）
  - 蟲之敘事詩（本間）

※本公演由Team G成員加上支援成員共同演出，共14人登場。曲目中《愛之色》改為4人演唱。安可曲的第1、2首更換為《春天哪裡來？》以及《Max朱鷺315號》。

## 錄音室收錄CD
公演曲由公演成員收錄的。

### Team K 5th Stage「引体后翻」（CD）
封面（重新发行版本）：宮澤佐江
- 收錄成員
秋元才加、梅田彩佳、大島優子、大堀恵、奥真奈美、小野惠令奈、河西智美、倉持明日香、小林香菜、佐藤夏希、近野莉菜、野呂佳代、增田有華、松原夏海、宮澤佐江、石田晴香（研究生）

- 収録曲
  1. overture
  2. 掌
  3. 引體後空翻
  4. 否定的安魂曲
  5. 那汗水不會說謊
  6. 曲終人盡（歌：梅田、大島、松原、野呂）
  7. 任性的流星（歌：小野、小林）
  8. 愛之色（歌：石田、大堀、奥、近野、増田、宮澤）
  9. 如能被你緊擁（歌：倉持、河西、佐藤夏）
  10. 蟲之敘事詩（歌：秋元）
  11. 偽裝著 隱瞞著
  12. 渡海吧！
  13. 街角的Party
  14. 歌迷信
  15. 没义气
  16. 半调子帅哥
  17. To be continued.

### Team E 2nd「引体后翻」
- 收錄成員
磯原杏華、岩永亞美、上野圭澄、梅本圆、金子栞、木本花音、小林亞實、斉藤真木子、酒井萌衣、柴田阿弥、高木由麻奈、竹内舞、都築里佳、原望奈美、古畑奈和、山下由佳里

- 收錄曲
  1. overture（SKE48 ver.）
  2. 掌
  3. 引體後空翻
  4. 否定的安魂曲
  5. 那汗水不會說謊
  6. 曲終人盡（歌：磯原、梅本、原、斉藤）
  7. 任性的流星（歌：木本、柴田）
  8. 愛之色（歌：上野、酒井、竹内、都築、岩永、古畑）
  9. 如能被你緊擁（歌：金子、小林、高木）
  10. 蟲之敘事詩（歌：山下）
  11. 偽裝著 隱瞞著
  12. 渡海吧！
  13. 街角的Party
  14. 歌迷信
  15. 没义气
  16. 半调子帅哥
  17. To be continued.

## 劇場公演DVD、microSD
劇場公演初、microSD都有發售。

### Team K 5th Stage「引体后空翻」（DVD、microSD）
- 收錄成員
秋元才加、梅田彩佳、大島優子、大堀恵、奥真奈美、小野惠令奈、河西智美、倉持明日香、小林香菜、佐藤夏希、近野莉菜、野呂佳代、增田有華、松原夏海、宮澤佐江、石田晴香（研究生）
- 收錄曲
  1. overture
  2. 掌
  3. 引體後空翻
  4. 否定的安魂曲
  5. 那汗水不會說謊
  6. 曲終人盡（歌：梅田、大島、松原、野呂）
  7. 任性的流星（歌：小野、小林）
  8. 愛之色（歌：石田、大堀、奥、近野、増田、宮澤）
  9. 如能被你緊擁（歌：倉持、河西、佐藤夏）
  10. 蟲之敘事詩（歌：秋元）
  11. 偽裝著 隱瞞著
  12. 渡海吧！
  13. 街角的Party
  14. 歌迷信
  15. 没义气
  16. 半调子帅哥
  17. To be continued.

### SKE48 Team E 2nd Stage「引体后空翻」（DVD）
- 收錄成員
磯原杏華、内山命、上野圭澄、梅本圆、金子栞、木本花音、小林亞實、斉藤真木子、酒井萌衣、柴田阿弥、高木由麻奈、竹内舞、都築里佳、原望奈美、古畑奈和、山下由佳里

- 収録曲
  1. overture（SKE48 ver.）
  2. 掌
  3. 引體後空翻
  4. 否定的安魂曲
  5. 那汗水不會說謊
  6. 曲終人盡（歌：磯原、梅本、原、斉藤）
  7. 任性的流星（歌：木本、柴田）
  8. 愛之色（歌：上野、酒井、竹内、都築、内山、古畑）
  9. 如能被你緊擁（歌：金子、小林、高木）
  10. 蟲之敘事詩（歌：山下）
  11. 偽裝著 隱瞞著
  12. 渡海吧！
  13. 街角的Party
  14. 歌迷信
  15. 没义气
  16. 半调子帅哥
  17. To be continued.

## 備註
1. ↑  『AKBINGO!』2012年10月17日
2. ↑  「2012年5月公演開催日時決定のお知らせ」 （页面存档备份，存于） - SKE48 OFFICIAL WEB SITE（2012年4月26日）
3. ↑  . SKE48 官方网站. 2013-06-24  [2013-06-24]. （原始内容存档于2013-06-26）.
4. ↑  . SNH48. 2014-04-03  [2014-04-03]. （原始内容存档于2014-04-07）.
5. ↑  . SNH48.   [2015-11-02]. （原始内容存档于2019-02-18）.
6. ↑  佐藤仁.   [NGT48 Team G「引體後翻」公演　「元氣滿滿有幹勁的炒熱氣氛吧！」]. OKMusic. 2018-07-01  [2018-09-08]. （原始内容存档于2018-09-08） （日语）.}
7. ↑  初日公演由Team NIII的清司麗菜、太野彩香、西村菜那子支援演出。
8. ↑  出版方：AKS、发行方：国王唱片。因此此唱片在两家公司均有记载。